# Gallipoli (La Bataille des Dardanelles)
Pour les articles homonymes, voir Bataille des Dardanelles (homonymie) et Gallipoli.
Pour plus de détails, voir Fiche technique et Distribution.
Gallipoli (La Bataille des Dardanelles) (Gelibolu) est un documentaire turc réalisé par Tolga Örnek, sorti en 2005.

## Synopsis
L'histoire de la bataille des Dardanelles du 18 mars 1915 au 9 janvier 1916 pendant la Première Guerre mondiale.

## Fiche technique
- Titre : Gallipoli (La Bataille des Dardanelles)
- Titre original : Gelibolu
- Réalisation : Tolga Örnek
- Scénario : Tolga Örnek
- Musique : Demir Demirkan
- Photographie : Volker Tittel
- Montage : Maria Zimmermann
- Production : Hamdi Döker, Peter Trevino et Burak Örnek
- Société de production : Ekip Film
- Société de distribution : Too Cool Distribution (France)
- Narrateurs : Sam Neill, Jeremy Irons
- Pays :  Turquie
- Genre : Documentaire
- Durée : 114 minutes
- Dates de sortie : 
  -  Turquie : 7 décembre 2005

## Distinctions
Pour ce film, le réalisateur a reçu une médaille honoraire de l'Ordre d'Australie.